# Henrik Schacht
Henric Schacht, född 22 juni 1630 i Visby, död 1689 i Köpenhamn, var en svensk präst. Han var far till Matthias Schacht.
Schacht var son till kyrkoherden i Källunge Henrik Schacht som avled då Henric endast var nio år gammal. Modern gifte om sig med hans efterträdare Hans Endisløv av danskt ursprung. Från 1640 studerande han vid Visby latinskola och sändes sedan Gotland 1645 blivit svenskt 1649 till Uppsala universitet för att studera. 
Efter sin återkomst till ön var han 1660–1666 rektor vid Visby skola, från 1666 pastor i Visby (en tjänst som inrättat sedan superintendenten över Visby stift som även fungerade som domprost Johannes Brodinus i stället valt Lärbro som sin församling. Från 1672 inbegrep tjänsten även befattningen som pastor i annexförsamlingarna Fole och Lokrume. I samband med den danska invasionen av Gotland 1676 utsågs Schacht till en slags vicesuperintendent åt sin styvfar Hans Endisløv. 
1679 sedan ön återgått i svenska händer lät Schacht sprida två fingerade brev som han författat för att försvara gotlänningarnas agerande i samband med ockupationen av ön. Breven kritiserade starkt det svenska försvaret av ön och menade att gotlänningarna varit villiga till försvar men att de hindrats av guvernören Gabriel Oxenstierna, kommendanten på Visborgs slott Michael Schultz och hovmannen Johan Malmenius som agerat obeslutsamt och inkompetent. Flera andra militära ledare omnämns, det är dock lite oklart vilka som åsyftas då inga namn nämns i texterna. 
Henrik Schacht blev snart känd som texternas författare, vilket ledde till att Johan Cedercrantz åtalade honom för ärekränkning. Han åtalades även av Jacobus Petri Chronanders hustru Anna Ekeberg för guld och smycken som rövats av en kapten Måns Gyllenstierna från henne ur en kista som förvarats hos Henrik Schacht. Flera svenskar hade låtit föra sina värdeföremål till honom för att rädda dem från plundring av danskarna. Chronander och Schacht torde ha förlikts, men Malmenius/Cedercrantz, som vid danskarnas avtåg hade blivit landshövding på ön ansåg sig inte kunna låta kränkningen passera. Schacht hade stöd bland Visbys borgerskap, vilket gjorde att ärendet inte vann något avgörande i Visby rådhusrätt. Efterhand lyckades dock Cedercrantz ersätta de gotländska rådmännen med svenska, och 1682 fann han för gott att lämna ön och via Kiel fly till Danmark, där han erhöll pension som vice biskop och tjänstgjorde som skolrektor i Kerteminde.
Schacht gjorde sig även känd som historieforskare, bland annat författade han 1669 en uppsats om Visbys handel under medeltiden, och utförde avteckningar av medeltida sigill.